# Alessandro Bonci

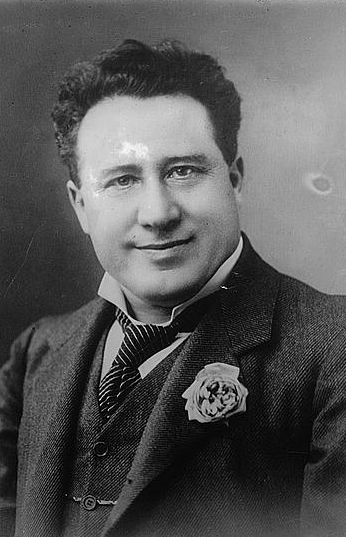
Alessandro Bonci.

Alessandro Bonci (10 de fevereiro de 1870 - 9 de agosto de 1940) foi um tenor lírico italiano conhecido internacionalmente por sua associação com o repertório do bel canto. Ele cantou em muitos teatros famosos, incluindo o Metropolitan Opera de Nova York, o La Scala de Milão e a Royal Opera House de Londres. Ele morreu em Rimini, em 1940, com a idade de 70 anos.